# Новохусаиново
Новохусаи́ново (баш. Яңы Хөсәйен) — деревня в Учалинском районе Башкортостана, относится к Кирябинскому сельсовету.

## География
Расстояние до:
- районного центра (Учалы): 52 км,
- центра сельсовета (Кирябинское): 12 км,
- ближайшей железнодорожной станции (Учалы): 44 км.

## Население
| 2002 | 2009 | 2010 |
| ---- | ---- | ---- |
| 2    | →2   | →2   |

Национальный состав
Согласно переписи 2002 года, преобладающая национальность — башкиры (100 %).